# Ottorino Piotti
Ottorino Piotti (Gallarate, 31 luglio 1954) è un ex calciatore e dirigente sportivo italiano, di ruolo portiere.

## Carriera
Emerse dalle serie minori fino ad arrivare ad Avellino, società con cui ottenne una promozione in Serie A, la prima per la squadra irpina: con il club disputò tre stagioni senza saltare una partita, debuttando in Serie A a San Siro, contro il Milan, in una gara in cui resistette senza concedere gol sino ai minuti finali, quando dovette arrendersi a Ruben Buriani.
Con i campani arrivò a giocare nella nazionale olimpica, primo giocatore della squadra irpina, per due volte ma soprattutto fece parte di quella fase della storia della squadra in cui gli avellinesi riuscivano a non sfigurare contro le grandi squadre, per esempio vincendo contro il Milan, che lo comprò proprio nell'anno in cui fu retrocesso per illecito sportivo.
Con i milanesi disputò quattro stagioni, due in Serie A e due in Serie B, per essere poi ceduto all'Atalanta con cui giocò quattro stagioni in Serie A ed una in Serie B, concludendo la carriera al Genoa (che con lui in panchina arrivò a disputare la Coppa UEFA), con quasi 200 partite disputate nel massimo campionato italiano.

## Dopo il ritiro
A seguito dell'abbandono dei campi da gioco, intraprende attività dirigenziale prima con la Solbiatese e poi con il Voghera.
Oggi è procuratore di alcuni calciatori e segue per conto di altri colleghi i campionati delle serie minori.

## Palmarès

### Competizioni nazionali
- Campionato italiano di Serie B: 2

Milan: 1980-1981, 1982-1983

### Competizioni internazionali
- Coppa Mitropa: 1

Milan: 1981-1982